# Eleição municipal de Aracaju em 2020
A eleição municipal de Aracaju em 2020 foi realizada em 15 de novembro (primeiro turno) e 29 de novembro (segundo turno). Os aracajuanos aptos a votar elegeram prefeito, um vice-prefeito e 24 vereadores para o mandato de 1° de janeiro de 2021 a 31 de dezembro de 2024. Originalmente, as eleições ocorreriam em 4 de outubro (primeiro turno) e 25 de outubro (segundo turno) (para cidades acima de 200 mil habitantes), porém, com o agravamento da pandemia do novo coronavírus (SARS-CoV-2), causador da Covid-19, as datas foram modificadas com a promulgação da Emenda Constitucional nº 107/2020. No pleito realizado em 15 de novembro, o Edvaldo Nogueira do PDT, recebeu 119.681 votos (45,57% dos votos válidos), sendo a segunda colocada, a Delegada Danielle, do Cidadania, que recebeu 55.973 votos (21,31% dos votos válidos). De acordo com a legislação, como nenhum dos candidatos atingiram mais de 50% dos votos válidos, realizou-se um segundo turno em 29 de novembro, onde Edvaldo Nogueira foi eleito prefeito de Aracaju, com 150.823 votos (57,86% dos votos válidos), enquanto a Delegada Danielle, recebeu 109.864 (42,14% dos votos válidos). Entre os vinte e quatro vereadores eleitos em Aracaju, está Linda Brasil, do PSOL, a primeira mulher trans a ser eleita para ocupar um cargo político em Sergipe. Ela foi eleita com 5.773 votos, sendo a vereadora mais votada da capital sergipana.

## Contexto político e pandemia
As eleições municipais de 2020 estão sendo marcadas, antes mesmo de iniciada a campanha oficial, pela pandemia do coronavírus SARS-CoV-2 (causador da COVID-19), o que está fazendo com que os partidos remodelem suas metodologias de pré-campanha. O Tribunal Superior Eleitoral (TSE) autorizou os partidos a realizarem as convenções para escolha de candidatos aos escrutínios por meio de plataformas digitais de transmissão, para evitar aglomerações que possam proliferar o vírus. Alguns partidos recorreram a mídias digitais para lançar suas pré-candidaturas. Além disso, a partir deste pleito, será colocada em prática a Emenda Constitucional 97/2017, que proíbe a celebração de coligações partidárias para as eleições legislativas, o que pode gerar um inchaço de candidatos ao legislativo. Conforme reportagem publicada pelo jornal Brasil de Fato em 11 de fevereiro de 2020, o país poderá ultrapassar a marca de 1 milhão de candidatos a prefeito, vice-prefeito e vereador neste escrutínio, o que não seria necessariamente bom, na opinião do professor Carlos Machado, da UnB (Universidade de Brasília): “Temos o hábito de criticar de forma intensa a coligação partidária, sem parar para refletir sobre os elementos positivos dela. O número de candidatos que um partido pode apresentar numa eleição, varia se ele estiver dentro de uma coligação, porque quando os partidos participam de uma coligação, eles são considerados como um único partido", afirmou Machado na reportagem.

## Candidatos à prefeitura
11 candidatos disputam a prefeitura de Aracaju:
- Alexis Pedrão (PSOL): O Partido Socialismo e Liberdade (PSOL) oficializou o candidato Alexis Pedrão à Prefeitura de Aracaju no dia 13 de setembro. O anúncio aconteceu por meio de uma convenção virtual, com acesso apenas para convidados. A candidata a vice na chapa é Carol Quintiliano, do mesmo partido. O PSOL terá 11 candidatos a vereador.[12] Alexis Pedrão tem 34 anos, é formado em direito pela Universidade Federal de Sergipe (UFS), e professor de direito. Ele participou do movimento estudantil da UFS e do Movimento Não Pago, teve passagem pelo movimento sindical e ações do movimento negro sergipano. Foi candidato a deputado estadual em 2010 e a vereador em 2012.

- Almeida Lima (PRTB): O Partido Renovador Trabalhista Brasileiro (PRTB) oficializou a candidatura de Almeida Lima à Prefeitura de Aracaju no dia 9. A convenção foi de forma presencial, na sede do partido, e depois o candidato fez o anúncio através de uma transmissão por rede social . O candidato a vice na chapa é Dr. Luiz Eduardo Prado, do mesmo partido. O partido não terá candidatos a vereador.[13] Almeida Lima, 68 anos, é formado em direito pela UFS. Já foi senador, deputado federal, estadual, foi vice-prefeito de Aracaju e assumiu a gestão após a saída do prefeito para concorrer a um cargo político. Além disso, Almeida também foi ex-secretário de Saúde de Sergipe.

- Delegada Danielle (Cidadania): O partido Cidadania oficializou a candidatura da Delegada Danielle à Prefeitura de Aracaju no dia 6 de setembro. O anúncio aconteceu por meio de uma convenção, na sede do partido, com a presença de correligionários e apoiadores que participaram também de forma virtual. Essa é a primeira vez que ela participa de uma disputa eleitoral. O candidato a vice é Valadares Filho, do PSB. A chapa batizada de "Unidos Por Aracaju", conta ainda com o PL e PSDB . O Cidadania terá 33 candidatos a vereador.[14] Delagada Danielle é formada em direito pela Universidade Federal de Sergipe e delegada. Foi diretora do Departamento de Combate a Crimes contra a Ordem Tributária e à Administração Pública (Deotap/SE), coordenou em Sergipe o Laboratório de Tecnologia no Combate à Lavagem de Dinheiro, fez parte da equipe de Departamento de Recuperação de Ativos e Cooperação Jurídica Internacional do Ministério da Justiça (DRCI/SNJ) e foi instrutora em cursos promovidos pela Secretaria Nacional de Segurança Pública (Senasp), vinculada ao Ministério da Justiça.

- Edvaldo Nogueira (PDT): O Partido Democrático Trabalhista (PDT) oficializou a candidatura de Edvaldo Nogueira à Prefeitura de Aracaju no dia 12. O anúncio aconteceu por meio de uma convenção de forma presencial e foi transmitida através de uma rede social. Nessa eleição, ele vai tentar se reeleger ao cargo ao lado da candidata a vice na chapa, a delegada Katarina Feitosa do PSD. O partido terá ainda o apoio do PSC, MDB, PCdoB, PV e Progressistas . O PDT terá 29 candidatos a vereador.[15] Edvaldo Nogueira, 59 anos, foi um dos fundadores do PCdoB em Sergipe. Em Aracaju, foi vereador, vice-prefeito e prefeito.

- Georlize (DEM): O partido Democratas (DEM) oficializou a candidatura de Georlize à Prefeitura de Aracaju, na tarde desta terça-feira (15). O anúncio aconteceu presencialmente com a presença de alguns membros do partido e foi transmitido pela Internet. O candidato a vice na chapa é o coronel da Polícia Militar , Péricles de Menezes, do mesmo partido. O DEM terá a candidatura de 36 vereadores.[16] Georlize é formada em direito, delegada, ex-secretária de Estado da Segurança Pública e da Cidadania e Defesa Social de Aracaju.

- Gilvaní Santos (PSTU): O Partido Socialista dos Trabalhadores Unificado (PSTU) oficializou a candidatura de Gilvaní Santos à Prefeitura de Aracaju no dia 5 de setembro. O anúncio aconteceu por meio de uma convenção virtual. Essa é a segunda vez que ela participa de uma disputa eleitoral. O candidato a vice na chapa é Waltemir Augusto, também do PSTU. O partido terá dois candidatos a vereador.[17] Gilvaní Santos tem 54 anos, é graduada em história pela Universidade do Estado da Bahia (Uneb) e servidora da Petrobras. Atualmente, é dirigente sindical licenciada. Nas eleições de 2018 foi candidata pelo PSTU ao governo de Sergipe.

- Juraci Nunes (PMB): O Partido da Mulher Brasileira (PMB) oficializou a candidatura de Juraci Nunes à Prefeitura de Aracaju, nesta segunda-feira (14). O anúncio aconteceu em reunião entre os membros do partido. A candidata a vice na chapa é Alda Rejane, do mesmo partido.[18] Juraci Nunes, tem 27 anos, é formado em direito pela Universidade Tiradentes (Unit) e trabalha como advogado.

- Lúcio Flávio (Avante): O partido Avante oficializou a candidatura de Lúcio Flávio à Prefeitura de Aracaju no dia 12. O anúncio aconteceu por meio de uma convenção presencial e alguns correligionários participaram de forma virtual. É a primeira vez que ele se candidata a um cargo político. O vice na chapa é Davi Calazans, 34 anos, do mesmo partido, que conta com 33 candidatos ao cargo de vereador.[19] Lúcio Flávio Rocha tem 41 anos, é empresário, graduado em comunicação social com habilitação em publicidade e propaganda pela Universidade Tiradentes (Unit) e é pós-graduado em marketing pela UFS. Atualmente é coordenador Nacional do Instituto Brasil 200.

- Márcio Macêdo (PT): O Partido dos Trabalhadores (PT) oficializou a candidatura de Márcio Macêdo à Prefeitura de Aracaju, na noite desta quarta-feira (16). O anúncio aconteceu em reunião entre os membros do partido transmitida na Internet. A candidata a vice na chapa é professora Ana Lúcia, do mesmo partido. O PT vai ter 36 candidatos a vereador. A coligação batizada de "Aracaju de Todos Nós" conta com o apoio da Rede Sustentabilidade e do Partido Republicano da Ordem Social (PROS).[20] Márcio Macêdo, tem 50 anos, é formado em biologia pela Universidade Federal de Sergipe (UFS). Ele também tem formação em Rádio e TV. Já foi presidente dos diretórios do Partido dos Trabalhadores (PT) de Aracaju e de Sergipe. Além de tesoureiro e vice-presidente do Diretório Nacional da sigla. Em Sergipe, chefiou as secretarias de Participação Popular e Orçamentária, a do Meio Ambiente e dos Recursos Hídricos. Ele ainda ocupou o cargo de superintendente do Instituto Brasileiro do Meio Ambiente e dos Recursos Naturais Renováveis (Ibama) em Sergipe. E também foi deputado federal.

- Delegado Paulo Márcio (DC): O partido Democracia Cristã (DC) oficializou o candidato Paulo Márcio à Prefeitura de Aracaju, no dia 11. O anúncio aconteceu por meio de uma convenção presencial com transmissão pelas redes sociais. Essa é a primeira vez que ele participa de uma disputa eleitoral. A candidata a vice na chapa é Simone Vieira também do DC. O partido terá 26 candidatos a vereador.[21] Paulo Márcio, tem 45 anos, é formado em direito pela Universidade Federal de Sergipe (UFS), delegado da Polícia Civil e já ocupou cargos de superintendente geral e corregedor-geral da Polícia Civil. Além das presidências do Sindicato dos Delegados de Polícia Civil do Estado de Sergipe (Sindepol) e da Associação dos Delegados de Polícia Civil do Estado de Sergipe (Adepol).

- Rodrigo Valadares (PTB): O Partido Trabalhista Brasileiro (PTB) oficializou a candidatura de Rodrigo Valadares à Prefeitura de Aracaju, na noite desta segunda-feira (14). O anúncio aconteceu em uma convenção presencial. A candidata a vice na chapa é a bispa Vanilda Mafort. A chapa "Frente Conservadora" conta com o apoio do PSL, Patriota e PMN.[22] Rodrigo Valadares, tem 31 anos, é formado em direito,é empresário e foi eleito deputado estadual em 2018. Já ocupou cargos públicos no Ministério de Minas e Energia e Porto de Suape.

| Prefeito(a)           | Prefeito(a) | Prefeito(a) | Cargo político anterior                  | Vice-Prefeito(a)     | Vice-Prefeito(a) | Vice-Prefeito(a) | Coligação                                                                                  | Número eleitoral | Tempo de horário eleitoral |
| Candidato             | Partido     | Partido     | Cargo político anterior                  | Candidato            | Partido          | Partido          | Coligação                                                                                  | Número eleitoral | Tempo de horário eleitoral |
| Alexis Pedrão         |             | PSOL        | Sem cargo político anterior              | Carol Quintiliano    |                  | PSOL             | Sem coligação                                                                              | 50               | 20s                        |
| Almeida Lima          |             | PRTB        | Deputado federal por Sergipe (2011-2015) | Luis Eduardo         |                  | PRTB             | Sem coligação                                                                              | 28               | Sem tempo de rádio e TV    |
| Delegada Danielle     |             | Cidadania   | Sem cargo político anterior              | Valadares Filho      |                  | PSB              | Compromisso, Esperança e Verdade Cidadania, PSB, PL, PSDB                                  | 23               | 2min08s                    |
| Edvaldo Nogueira      |             | PDT         | Prefeito de Aracaju (2017-atualmente)    | Katarina Feitoza     |                  | PSD              | Pela Vida Pela Cidade PDT, PSD, PP, PSC, MDB, PCdoB, PV, PODE, Solidariedade, Republicanos | 12               | 3min37s                    |
| Georlize              |             | DEM         | Sem cargo político anterior              | Coronel Péricles     |                  | DEM              | Sem coligação                                                                              | 25               | 42s                        |
| Gilvaní Santos        |             | PSTU        | Sem cargo político anterior              | Waltemir Augusto     |                  | PSTU             | Sem coligação                                                                              | 16               | Sem tempo de rádio e TV    |
| Juraci Nunes          |             | PMB         | Sem cargo político anterior              | Alda Rejane          |                  | PMB              | Sem coligação                                                                              | 35               | Sem tempo de rádio e TV    |
| Lúcio Flávio          |             | Avante      | Sem cargo político anterior              | Davi Calazans        |                  | Avante           | Sem coligação                                                                              | 70               | 16s                        |
| Márcio Macêdo         |             | PT          | Deputado federal por Sergipe (2011-2015) | Professora Ana Lúcia |                  | PT               | Aracaju de Todos Nós PT, REDE, PROS                                                        | 13               | 1min21s                    |
| Delegado Paulo Márcio |             | DC          | Sem cargo político anterior              | Simone Vieira        |                  | DC               | Sem coligação                                                                              | 27               | Sem tempo de rádio e TV    |
| Rodrigo Valadares     |             | PTB         | Deputado estadual de Sergipe (2019-2023) | Bispa Vanilda        |                  | PSL              | Frente Conservadora PTB, PSL, Patriota, PMN                                                | 14               | 1min32s                    |

## Pesquisas de intenção de voto

### Prefeitura - 1º turno

#### Intenção de voto
| Período da pesquisa | Instituto | Margem de erro | Candidato              | Candidato                     | Candidato               | Candidato          | Candidato           | Candidato      | Candidato             | Candidato            | Candidato                  | Candidato             | Candidato          | Brancos e Nulos | Não sabe |
| Período da pesquisa | Instituto | Margem de erro | Edvaldo Nogueira (PDT) | Delegada Danielle (Cidadania) | Rodrigo Valadares (PTB) | Márcio Macêdo (PT) | Almeida Lima (PRTB) | Georlize (DEM) | Lúcio Flávio (Avante) | Alexis Pedrão (PSOL) | Delegado Paulo Márcio (DC) | Gilvaní Santos (PSTU) | Juraci Nunes (PMB) | Brancos e Nulos | Não sabe |
| ------------------- | --------- | -------------- | ---------------------- | ----------------------------- | ----------------------- | ------------------ | ------------------- | -------------- | --------------------- | -------------------- | -------------------------- | --------------------- | ------------------ | --------------- | -------- |
| 07/10 a 09/10/2020  | Ibope     | ±4%            | 32%                    | 21%                           | 6%                      | 5%                 | 3%                  | 3%             | 3%                    | 2%                   | 1%                         | 0%                    | —                  | 18%             | 6%       |
| 20/10 a 21/10/2020  | Ibope     | ±4%            | 34%                    | 19%                           | 10%                     | 6%                 | 4%                  | 2%             | 2%                    | 1%                   | 0%                         | 0%                    | 0%                 | 15%             | 6%       |
| 10/11 a 11/11/2020  | Ibope     | ±4%            | 36%                    | 21%                           | 10%                     | 6%                 | 0%                  | 5%             | 3%                    | 4%                   | —                          | 0%                    | 0%                 | 10%             | 4%       |

#### Rejeição
A pesquisa também perguntou em quem os eleitores não votariam de jeito nenhum. Os entrevistados podiam apontar mais de uma resposta, por isso a soma dos fatores apontados é de mais de 100%.
| Período da pesquisa | Instituto | Candidato              | Candidato                     | Candidato               | Candidato          | Candidato           | Candidato      | Candidato             | Candidato            | Candidato                  | Candidato             | Candidato          | Poderia votar em todos | Não sabe |
| Período da pesquisa | Instituto | Edvaldo Nogueira (PDT) | Delegada Danielle (Cidadania) | Rodrigo Valadares (PTB) | Márcio Macêdo (PT) | Almeida Lima (PRTB) | Georlize (DEM) | Lúcio Flávio (Avante) | Alexis Pedrão (PSOL) | Delegado Paulo Márcio (DC) | Gilvaní Santos (PSTU) | Juraci Nunes (PMB) | Poderia votar em todos | Não sabe |
| ------------------- | --------- | ---------------------- | ----------------------------- | ----------------------- | ------------------ | ------------------- | -------------- | --------------------- | -------------------- | -------------------------- | --------------------- | ------------------ | ---------------------- | -------- |
| 07/10 a 09/10/2020  | Ibope     | 26%                    | 13%                           | 25%                     | 16%                | 42%                 | 5%             | 5%                    | 7%                   | 7%                         | 5%                    | 5%                 | 3%                     | 12%      |
| 20/10 a 21/10/2020  | Ibope     | 28%                    | 25%                           | 31%                     | 22%                | 47%                 | 11%            | 14%                   | 12%                  | 13%                        | 11%                   | 11%                | 1%                     | 10%      |
| 11/11 a 11/11/2020  | Ibope     | 20%                    | 25%                           | 32%                     | 25%                | 45%                 | 8%             | 13%                   | 14%                  | 7%                         | 7%                    | 7%                 | 1%                     | 5%       |

#### Simulação de 2º turno
| Período da pesquisa | Instituto | Margem de erro | Candidato              | Candidato                     | Brancos e nulos | Não sabe |
| Período da pesquisa | Instituto | Margem de erro | Edvaldo Nogueira (PDT) | Delegada Danielle (Cidadania) | Brancos e nulos | Não sabe |
| ------------------- | --------- | -------------- | ---------------------- | ----------------------------- | --------------- | -------- |
| 20/10 a 21/10/2020  | Ibope     | ±3             | 47%                    | 34%                           | 14%             | 5%       |

### Prefeitura - 2º turno

#### Intenção de voto
| Período da pesquisa | Instituto             | Margem de erro | Candidato              | Candidato                     | Brancos e nulos | Não sabe |
| Período da pesquisa | Instituto             | Margem de erro | Edvaldo Nogueira (PDT) | Delegada Danielle (Cidadania) | Brancos e nulos | Não sabe |
| ------------------- | --------------------- | -------------- | ---------------------- | ----------------------------- | --------------- | -------- |
| 18/11 a 20/11/2020  | Ibope                 | ±4             | 55%                    | 31%                           | 9%              | 5%       |
| 18/11 a 20/11/2020  | Ibope (Votos válidos) | ±4             | 64%                    | 36%                           | —               | —        |
| 24/11 a 26/11/2020  | Ibope                 | ±4             | 53%                    | 32%                           | 13%             | 3%       |
| 24/11 a 26/11/2020  | Ibope (Votos válidos) | ±4             | 62%                    | 38%                           | —               | —        |

## Debates na TV

### Prefeito - 1º turno
Não foram realizados debates entre os candidatos à prefeito no primeiro turno.

### Prefeito - 2º turno
| Data       | Organizadores | Mediador                 | Edvaldo Nogueira (PDT)   | Delegada Danielle (Cidadania) |
| ---------- | ------------- | ------------------------ | ------------------------ | ----------------------------- |
| 21/11/2020 | TV Atalaia    | Cancelado pela emissora. | Cancelado pela emissora. | Cancelado pela emissora.      |
| 27/11/2020 | TV Sergipe G1 | Susane Vidal             | Ausente                  | Presente                      |

## Resultados da eleição
Segundo os dados do Tribunal Superior Eleitoral, em Aracaju, 303.399 eleitores (74,93% do eleitorado) compareceram às urnas no primeiro turno das eleições (15 de novembro) e 101.502 eleitores (25,07% do eleitorado) se abstiveram de votar. No segundo turno (29 de novembro), 292.304 eleitores (72,19% do eleitorado) compareceram às urnas, enquanto 112.597 eleitores (27,81% do eleitorado) se abstiveram.

### Prefeito

#### Primeiro turno
Conforme dados do Tribunal Superior Eleitoral, foram apurados 262.642 votos válidos (86,57%), 12.853 votos em branco (4,24%) e 27.904 votos nulos (9,2%), resultando no comparecimento de 303.399 eleitores.
| Candidato(a)                | Votos   | Porcentagem |
| --------------------------- | ------- | ----------- |
| Edvaldo Nogueira PDT        | 119.681 | 45,57%      |
| Delegada Danielle Cidadania | 55.973  | 21,31%      |
| Rodrigo Valadares PTB       | 28.598  | 10,89%      |
| Márcio Macêdo PT            | 25.070  | 9,55%       |
| Lúcio Flávio Avante         | 12.448  | 4,74%       |
| Georlize DEM                | 10.458  | 3,98%       |
| Alexis Pedrão PSOL          | 8.352   | 3,18%       |
| Delegado Paulo Márcio DC    | 634     | 0,24%       |
| Almeida Lima PRTB           | 572     | 0,22%       |
| Gilvaní Santos PSTU         | 568     | 0,22%       |
| Juraci Nunes PMB            | 288     | 0,11%       |

| Partido | Partido   | Candidato | Votos   | Votos (%) |
| ------- | --------- | --------- | ------- | --------- |
|         | PDT       | Edvaldo   | 119 681 | 45,57%    |
|         | Cidadania | Danielle  | 55 973  | 21,31%    |
|         | PTB       | Rodrigo   | 28 598  | 10,89%    |
|         | PT        | Márcio    | 25 070  | 9,55%     |
|         | Avante    | Lúcio     | 12 448  | 4,74%     |
|         | DEM       | Georlize  | 10 458  | 3,98%     |
|         | PSOL      | Alexis    | 8 352   | 3,18%     |
|         | DC        | Paulo     | 634     | 0,24%     |
|         | PRTB      | Almeida   | 572     | 0,22%     |
|         | PSTU      | Gilvaní   | 568     | 0,22%     |
|         | PMB       | Juraci    | 288     | 0,11%     |
| Totais  | Totais    | Totais    | 262 642 |           |

#### Segundo turno
Conforme dados do Tribunal Superior Eleitoral, foram apurados 260.687 votos válidos (89,18%), 8.514 votos em branco (2,92%) e 23.103 votos nulos (7,9%), resultando no comparecimento de 292.304 eleitores.
| Candidato(a)                | Votos   | Porcentagem |
| --------------------------- | ------- | ----------- |
| Edvaldo Nogueira PDT        | 150.823 | 57,86%      |
| Delegada Danielle Cidadania | 109.864 | 42,14%      |

| Partido | Partido   | Candidato | Votos   | Votos (%) |
| ------- | --------- | --------- | ------- | --------- |
|         | PDT       | Edvaldo   | 150 823 | 57,86%    |
|         | Cidadania | Danielle  | 109 864 | 42,14%    |
| Totais  | Totais    | Totais    | 260 687 |           |

### Vereadores eleitos
Foram eleitos vinte e quatro vereadores para a Câmara Municipal de Aracaju. Conforme o Tribunal Superior Eleitoral, foram apurados 254.854 votos nominais (95,15%) e 12.999 votos de legenda (4,85%) resultando em 267.853 votos válidos. Esta quantidade de votos válidos (88,28%), somada aos 12.017 votos em branco (3,96%) e 19.334 votos nulos (6,37%), resultou no comparecimento de 303.399 eleitores.

Representação eleita
  PSD: 3
  PDT: 3
  PP: 2
  PSC: 2
  Cidadania: 2
  Republicanos: 2
  PT: 1
  Solidariedade: 1
  PODE: 1
  Patriota: 1
  PSOL: 1
  DEM: 1
  PMN: 1
  PROS: 1
  PCdoB: 1
  REDE: 1

| Número | Candidato(a)                 | Partido       | Votos | Porcentagem |
| ------ | ---------------------------- | ------------- | ----- | ----------- |
| 50180  | Linda Brasil                 | PSOL          | 5.773 | 2,12%       |
| 51555  | Dra Emília Corrêa            | Patriota      | 5.025 | 1,85%       |
| 55555  | Nitinho                      | PSD           | 4.720 | 1,73%       |
| 10123  | Eduardo Lima                 | Republicanos  | 3.929 | 1,44%       |
| 25111  | Breno Garibalde              | DEM           | 3.781 | 1,39%       |
| 12123  | Vinicius Porto               | PDT           | 3.638 | 1,34%       |
| 20777  | Fábio Meireles               | PSC           | 3.461 | 1,27%       |
| 12444  | Isac                         | PDT           | 3.337 | 1,23%       |
| 55800  | Palhaço Soneca               | PSD           | 3.280 | 1,21%       |
| 55123  | Dr. Manuel Marcos            | PSD           | 3.171 | 1,17%       |
| 12200  | Anderson de Tuca             | PDT           | 3.026 | 1,11%       |
| 11444  | Pastor Diego                 | PP            | 3.016 | 1,11%       |
| 11123  | Fabiano Oliveira             | PP            | 2.974 | 1,09%       |
| 23200  | Sheyla Galba                 | Cidadania     | 2.929 | 1,08%       |
| 90123  | Joaquim da Janelinha         | PROS          | 2.829 | 1,04%       |
| 18000  | Ricardo Vasconcelos          | REDE          | 2.585 | 0,95%       |
| 23999  | Ricardo Marques              | Cidadania     | 2.501 | 0,92%       |
| 20999  | Sávio Neto de Vardo Lotérica | PSC           | 2.409 | 0,89%       |
| 65100  | Professor Bittencourt        | PCdoB         | 1.969 | 0,72%       |
| 13900  | Professora Ângela Melo       | PT            | 1.882 | 0,69%       |
| 10077  | Sgt. Byron Estrelas do Mar   | Republicanos  | 1.743 | 0,64%       |
| 77222  | Paquito de Todos             | Solidariedade | 1.486 | 0,55%       |
| 19033  | Cícero do Santa Maria        | PODE          | 1.470 | 0,54%       |
| 33555  | Binho                        | PMN           | 1.376 | 0,51%       |